# جون د. باتلر
جون د. باتلر (بالإنجليزية: John D. Butler)‏ هو سياسي أمريكي، ولد في 4 أغسطس 1915 في سان دييغو في الولايات المتحدة، وتوفي بنفس المكان في 9 فبراير 2010. حزبياً، نشط في الحزب الجمهوري. وقد انتخب عمدة سان دييغو ‏.